# CANT Z.501
CANT Z.501 Gabbiano (tiếng Ý: mòng biển) là một loại tàu bay. Nó lắp 1 động cơ và có kíp lái 4-5 người.

## Quốc gia sử dụng
Ý
- Regia Aeronautica

 Ý
- Không quân Đồng minh tham chiến Ý

 Tây Ban Nha
- Không quân Tây Ban Nha

 România
- Không quân Hoàng gia Romania

## Tính năng kỹ chiến thuật (Z.501)
Dữ liệu lấy từ The Encyclopedia of Weapons of World War II
Đặc điểm tổng quát
- Kíp lái: 4-5
- Chiều dài: 14,30 m (46 ft 11 in)
- Sải cánh: 22,50 m (73 ft 9¾ in)
- Chiều cao: 4,40 m (14 ft 6 in)
- Diện tích cánh: 62 m² (670 ft²)
- Trọng lượng rỗng: 3.850 kg (8.490 lb)
- Trọng lượng cất cánh tối đa: 7.050 kg (15.300 lb)
- Động cơ: 1 × Isotta-Fraschini Asso XI.RC RC2C.15, 656 kW (880 hp)

 Hiệu suất bay 
- Vận tốc cực đại: 275 km/h (148 kn, 170 mph)
- Tầm bay: 2.400 km (1.300 nmi, 1.500 mi)
- Trần bay: 7.000 m (23.000 ft)

Trang bị vũ khí

- Súng: 3 × súng máy Breda-SAFAT 7,7 mm (0.303 in)
- Bom: 640 kg (1.400 lb) bom